# Derivat del petroli
Els derivats del petroli són materials derivats del cru processats en refineries. En funció de la composició i la demanda, les refineries poden produir diferents productes petrolífers. El seu ús principal és com a combustible, com gasoli o gasolina. Les refineries produeixen altres productes, alguns d'ells destinats a la producció de plàstic i altres materials. Atès que el petroli conté sofre, aquest es pot considerar com a derivat del petroli, així com l'hidrogen i carboni. L'hidrogen produït és usat habitualment com producte per altres processos de transformació.

## Principals derivats del petroli

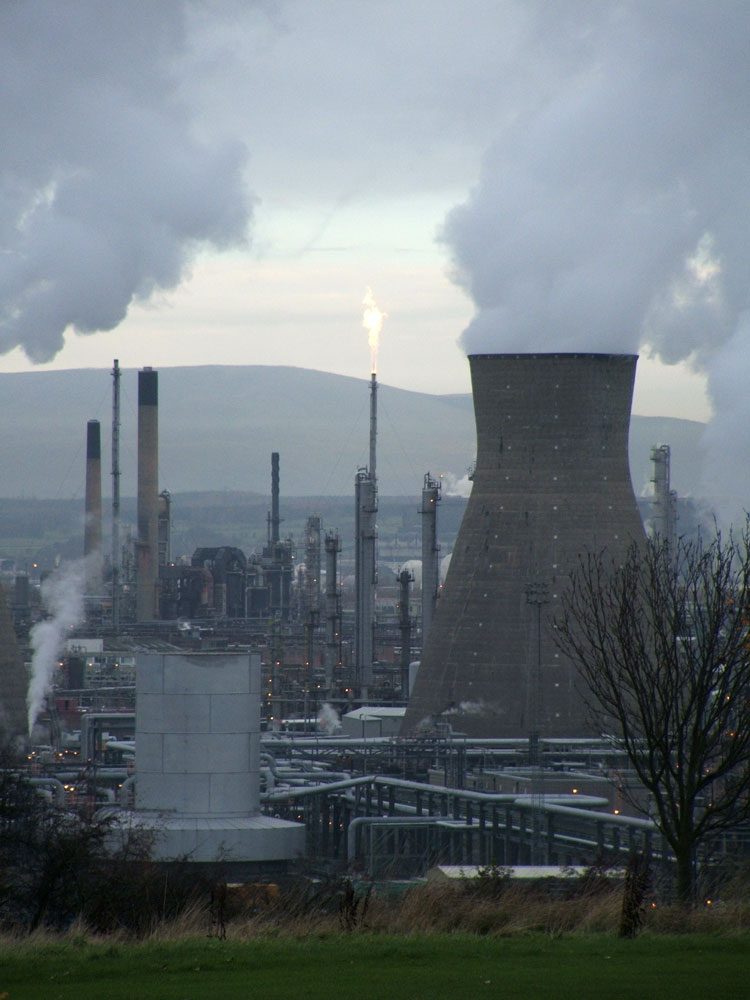
Refineria a Grangemouth (Escòcia)

- Asfalt
- Benzina
- Combustible fòssil
- Fuel
- Gas liquat del petroli
- Gasoli
- Lubricants
- Parafina
- Plàstic
- Querosè